# Kauriinrinne
Kauriinrinne är en kulle i Finland. Den ligger i Vanda i landskapet Nyland, i den södra delen av landet, 22 km norr om huvudstaden Helsingfors. Toppen på Kauriinrinne är 45 meter över havet.
Terrängen runt Kauriinrinne är platt. Runt Kauriinrinne är det mycket tätbefolkat, med 2 345 invånare per kvadratkilometer. Närmaste större samhälle är Vanda, 6,7 km sydväst om Kauriinrinne. I omgivningarna runt Kauriinrinne växer i huvudsak barrskog.